# Promoción (ajedrez)

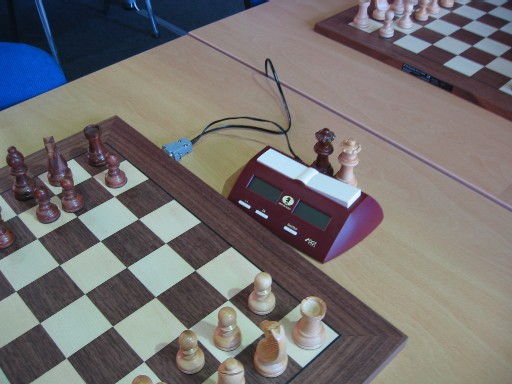
Juego de ajedrez con damas adicionales en blanco y negro para la promoción, 35.ª Olimpiada de Ajedrez.

En ajedrez, la coronación es una ley que requiere que un peón que alcance la octava fila sea reemplazado por un alfil, caballo, torre o dama del mismo color, a elección del jugador. La pieza elegida no puede ser otro rey ni otro peón. La nueva pieza reemplaza el peón en su casilla en el mismo movimiento. La elección de la nueva pieza no se limita a las piezas capturadas previamente, por lo que la promoción puede resultar en que un jugador posea, por ejemplo, dos o más damas a pesar de comenzar el juego con una.
La promoción del peón, o la amenaza de ella, a menudo decide el resultado en el final. Dado que la dama es la pieza más poderosa, la gran mayoría de los jugadores la eligen a ella. La promoción a cualquier otra pieza también se denomina subpromoción.
Si la pieza promocionada no está disponible físicamente, las reglas de la FIDE establecen que el jugador debe detener el reloj de juego y convocar al árbitro para obtener la pieza correcta. En el juego casual, se puede usar una torre al revés para designar a una dama por si no hay una de repuesto
.

## Promoción a varias piezas
|       |       |       |       |       |       |       |       |       |  |
|       | a8    | b8    | c8    | d8    | e8    | f8    | g8 ql | h8 ql |  |
| a7    | b7    | c7    | d7    | e7    | f7    | g7    | h7    |       |  |
| a6    | b6 kd | c6 pd | d6 qd | e6    | f6    | g6    | h6    |       |  |
| a5    | b5    | c5    | d5    | e5 pd | f5    | g5    | h5    |       |  |
| a4    | b4    | c4 pl | d4 pd | e4 pl | f4    | g4    | h4    |       |  |
| a3    | b3    | c3 nd | d3 pl | e3    | f3    | g3 pl | h3    |       |  |
| a2    | b2    | c2    | d2    | e2    | f2    | g2    | h2    |       |  |
| a1 qd | b1    | c1    | d1    | e1    | f1 bl | g1 kl | h1    |       |  |
|       |       |       |       |       |       |       |       |       |  |

|    |       |       |       |       |       |       |       |    |  |
|    | a8 ql | b8    | c8    | d8    | e8    | f8    | g8 nd | h8 |  |
| a7 | b7 kl | c7 ql | d7    | e7    | f7 pd | g7 qd | h7 kd |    |  |
| a6 | b6    | c6 ql | d6    | e6    | f6    | g6    | h6    |    |  |
| a5 | b5    | c5    | d5 nl | e5    | f5    | g5    | h5    |    |  |
| a4 | b4    | c4    | d4    | e4 pl | f4    | g4    | h4    |    |  |
| a3 | b3    | c3    | d3    | e3    | f3    | g3    | h3    |    |  |
| a2 | b2    | c2    | d2    | e2    | f2 qd | g2    | h2    |    |  |
| a1 | b1    | c1    | d1    | e1    | f1    | g1 qd | h1    |    |  |
|    |       |       |       |       |       |       |       |    |  |

La promoción a dama es la forma más común, ya que es la pieza más poderosa. La subpromoción (promoción a una pieza que no sea una dama) ocurre con más frecuencia en los problemas de ajedrez que en el juego práctico. En el juego práctico, las subpromociones son raras, pero no extraordinarias. Como pieza más poderosa, la dama suele ser la más deseable, pero la promoción a una pieza diferente puede resultar ventajoso en determinadas situaciones. Una promoción a caballo es útil ocasionalmente, particularmente si el caballo puede dar jaque inmediato. En ocasiones, es necesario promocionar a torre para evitar un empate por ahogado inmediato que se produciría si la promoción fuera a dama. La promoción a alfil casi nunca ocurre en el juego práctico (aproximadamente un juego de cada 33 000).
El porcentaje de juegos con promociones puede ser engañoso porque un jugador a menudo renuncia cuando ve que no puede evitar que su oponente promocione un peón, o al menos no sin una pérdida significativa de material u otra desventaja situacional seria. En la base de datos de ChessBase de 2006 de 3 200 000 juegos (muchos a nivel de gran maestro o maestro), solo alrededor del 1,5% de los juegos incluyen una promoción. En estos juegos (contando solo una vez los juegos en los que el mismo jugador promociona a más de un peón a la misma pieza) las proporciones de ascensos a cada pieza son de aproximadamente:
| Pieza   | %    |
| ------- | ---- |
| Dama    | 96,9 |
| Caballo | 1,8  |
| Torre   | 1,1  |
| Alfil   | 0,2  |
Esto sugiere que alrededor del 3% de todas las promociones son subpromociones. Sin embargo, la frecuencia de subpromociones verdaderamente significativas es menor que ésta. Un jugador puede ascender a cualquier pieza que desee, independientemente de si dicha pieza ha sido capturada o no. En teoría, un jugador podría tener nueve damas, diez caballos, diez alfiles o diez torres, aunque estos son escenarios muy improbables. Algunos juegos de ajedrez vienen con una dama adicional de cada color para usar en los peones promocionados. Si una dama adicional no está disponible, a menudo se representa con una torre al revés, aunque esta convención no es universalmente reconocida en el juego organizado.
El diagrama muestra una posición del juego entre Bobby Fischer y Tigran Petrosian en el Torneo de Candidatos de 1959 en el que cada lado tiene dos damas. Existieron cuatro damas desde la jugada 37 hasta la jugada 44.
Se han jugado muy pocos juegos con seis damas; dos ejemplos son Emil Szalanczy – Nguyen Thi Mai (2009) y David Antón Guijarro – Alejandro Franco Alonso (2011). En el primer juego, cada bando tenía tres damas después de la jugada 58 hasta la jugada 65. La partida terminó en tablas con una sola dama en cada bando. En el segundo juego, ambos lados también tenían tres damas, pero las negras finalmente renunciaron, con una sola dama en ambos lados.